# Železniški tir
Železniški tir je podlaga po kateri vozi vlak. Skupaj z ostalimi elementi železnice usmerja vlake. Sestavljen je iz dveh vzporednih tirnic, ki ju utrjujejo prečno postavljeni pragovi. Danes je razdalja med tirnicama v večini Evrope 1.435 mm. To je standardna širina, ki je bila določena v Angliji, ko se je gradila prva linijska železnica med Liverpoolom in Manchestrom. 
Drugačne širine tirov v Evropi so v uporabi na Irskem (1.600 mm), v Španiji, na Portugalskem kjer znaša 1.668 mm, na Finskem kjer je širina prevzeta po železniški progi Moskva - Sankt Peterburg in znaša 1.524 mm ter preostalih delih Rusije, Belorusije, Ukrajine, baltskih držav in Zakavkazja kjer imajo železniške proge tirno širino 1.520 mm.
Širine tirov ozkotirne železnice znašajo 600 oziroma 760 mm, nekatere tudi 1.000 mm.

## Načini gradnje železniških tirov
Tir na tirni gredi 
Železniška proga s tiri na tirni gredi ima dolgoletno tradicijo, inženirji imajo s tem načinom gradnje klasične železniške proge več kot 160 let izkušenj. Tovrstna proga ima visoko stopnjo elastičnosti in absorbcije hrupa, ki nastaja pri železniškem prevozu. Njena pomembna prednost je enostavno vzdrževanje, ki pa ga je vseeno potrebno opravljati pogosteje kot pri progi grajeni na togi podlagi.

Tir na togi podlagi
 
Železniška proga s tiri na togi podlagi je sodobnejša oblika gradnje proge, ki jo sedaj uspešno uporabljajo po vsem svetu. Najbolj optimalna je v predorih in na premostitvenih objektih proge. V primerjavi s klasičnim tirom na tirni gredi potrebuje manj vzdrževanja, ki pa je dražje, ima daljšo pričakovano uporabno dobo in zagotavlja udobnejšo vožnjo. Z uporabo tega sistema gradnje je izključena možnost nastanka napak v geometriji tira med vzdrževalnimi deli. Pričakovana uporabna doba proge s tiri grajenimi na togi podlagi je od 50 do 60 let.